# داني كوكس (لاعب هوكي الجليد)
داني كوكس هو لاعب هوكي الجليد كندي، ولد في 12 أكتوبر 1903 في أونتاريو في كندا، وتوفي في 8 أغسطس 1982.

## وصلات خارجية
- داني كوكس على موقع دوري الهوكي الوطني (الإنجليزية)
- داني كوكس على موقع قاعة مشاهير الهوكي (لاعب أن.إتش.أل) (الإنجليزية)
- داني كوكس على موقع EliteProspects.com (الإنجليزية)
- داني كوكس على موقع HockeyDB.com (الإنجليزية)
- داني كوكس على موقع Hockey-Reference.com (الإنجليزية)